# Rue Vasco-de-Gama (Nantes)
Pour les articles homonymes, voir Rue Vasco-de-Gama.
La rue Vasco-de-Gama est une voie de Nantes, en France.

## Situation et accès
Située dans le centre-ville de Nantes, la rue Vasco-de-Gama, qui relie la rue de Rieux à une contre-allée du quai Magellan, est bitumée. Elle est ouverte à la circulation automobile en sens unique (nord-sud) et aux cyclistes par une piste cyclable matérialisée, dans le sens opposé. Elle ne rencontre aucune autre voie.

## Origine du nom
Elle rend mémoire au célèbre navigateur portugais Vasco de Gama.

## Historique
Son nom lui est attribué par délibération du conseil municipal des 11 et 12 mai 2000.